# The Blurred Crusade
The Blurred Crusade es el segundo álbum de estudio de la banda australiana de rock The Church. En el disco se tiene más a la música new wave. 
La gran parte de la composición sigue siendo del bajista y cantante Steve Kilbey, pero la música tiende más a la música psicodélica de los años 1960. El primer sencillo del álbum fue "Almost With You" y sigue siendo una de las canciones más conocidas de la banda.

## Lista de canciones
Todas las canciones escritas y compuestas por Steve Kilbey, excepto donde se especifique. 
| N.º   | Título               | Duración |  |
| 1.    | «Almost With You»    | 4:14     |  |
| 2.    | «When You Were Mine» | 5:46     |  |
| 3.    | «Field of Mars»      | 4:54     |  |
| 4.    | «An Interlude»       | 4:33     |  |
| 5.    | «Secret Corners»     | 1:49     |  |
| 6.    | «Just For You»       | 5:20     |  |
| 7.    | «A Fire Burns»       | 4:51     |  |
| 8.    | «To Be in Your Eyes» | 3:50     |  |
| 9.    | «You Took»           | 8:03     |  |
| 10.   | «Don't Look Back»    | 2:02     |  |
| 44:22 |                      |          |  |

## Personal
- Steve Kilbey: voz , bajo, teclados, slide guitar.
- Peter Koppes: guitarra, coros, percusión , campanas tubulares, piano en "You Took".
- Marty Willson-Piper: guitarras de 6 y 12 cuerdas, guitarra acústica, voz principal en "Field of Mars".
- Richard Ploog: batería, percusión.